# Acronicta bellula
Acronicta bellula är en fjärilsart som beskrevs av Alphéraky 1895. Acronicta bellula ingår i släktet Acronicta och familjen nattflyn. Inga underarter finns listade i Catalogue of Life.